# Rum
Rum je alkoholický nápoj destilovaný z melasy nebo ze šťávy získané z cukrové třtiny. Původ slova rum není jasný. Odborníci uvádějí dvě varianty. Podle první teorie je slovo rum odvozeno od slova rumbellion, což je anglicky „velký ruch“. Podle druhého tábora pochází pojmenování tohoto nápoje od latinského názvu „Saccharum officinarum“, což je latinské pojmenování pro cukrovou třtinu.[zdroj?]
Většina producentů rumu se tak nachází v oblastech, kde je rozvinuto zpracování cukrové třtiny, jako je Austrálie, Indie, ostrov Réunion či oblast Karibiku, zejména Jamajka a Kuba. Jeho vlastí jsou Antily, kde se vyvinula na každém ostrově specifická varianta tohoto destilátu.
Existuje několik druhů rumu. Světlý rum (Blanco) se často využívá na přípravu míchaných nápojů, zlatý a tmavý rum (tmavnoucí postupným zráním v sudech) bývá konzumován samostatně jako tzv. sipper či využíván pro vaření.
V Česku se tradičně vyrábí alkoholický nápoj, který byl označovaný jako „tuzemský rum“, vyrábí se však uměle, dochucením zředěného lihu (nejčastěji vyráběného kolonovou destilací z cukrové řepy) rumovou esencí. Toto označení však nevyhovuje předpisům EU, kde se názvem rum smí označovat jen třtinový rum, takže se tento produkt od vstupu Česka do EU musí prodávat pod jinými názvy, např. pod označením Tuzemák.

## Kategorizace
Jelikož neexistuje jednotná definice toho, co rum je, jeho dělení do smysluplných skupin je poměrně komplikované. Rum je tedy většinou definován podle různých pravidel a zákonů zemí, ve kterých je vyráběn. Rozdíly spočívají například v obsahu alkoholu, době zrání i ve zvyklostech při jejich pojmenovávání.
Obsah alkoholu je důležitý například v Kolumbii, kde musí rum obsahovat minimálně 50 % alkoholu, zatímco v Chile či Venezuele je vyžadováno minimálně 40 % alkoholu. V Mexiku musí rum zrát alespoň osm měsíců, v Dominikánské republice, Panamě a Venezuele pak dva roky. Rozdíly jsou také v pojmenovávání. V Argentině se rumy dělí na bílé, zlaté, světlé a extra světlé. Na Grenadě a Barbadosu se používají termíny bílý, vyzrálý a „overproof“ (velmi silný rum), zatímco ve Spojených státech se můžeme setkat s dělením na rumy, rumové likéry a ochucené rumy.
Navzdory těmto rozdílům ve standardech a v názvosloví jsou zahrnuta následující rozdělení, které ukazují rozsah škály vyráběných rumů.

### Regionální varianty

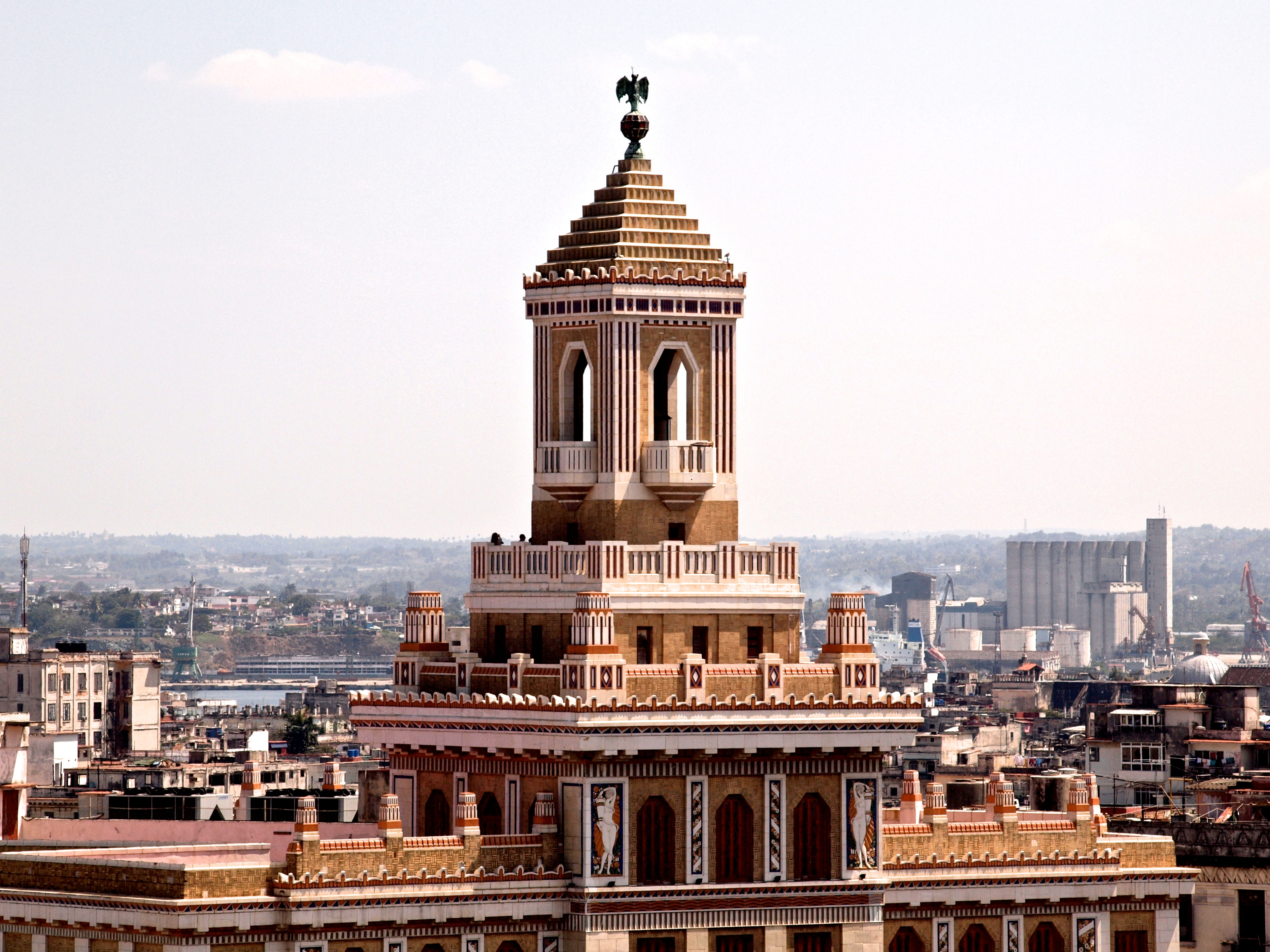
Budova Bacardi v Havaně

V Karibiku má každý ostrov a každá výrobní oblast svůj vlastní unikátní styl. Tyto styly se většinou dají seskupit podle jazyků, kterými se na těchto místech hovoří. Většina rumu, který se zkonzumuje v USA, se vzhledem k zásadnímu vlivu portorikánských rumů vyrábí ve „španělském stylu“.
- Země a ostrovy, kde se mluví anglicky, vyrábějí zpravidla tmavší, plnější rumy a výraznější chutí melasy. Jsou to například Antigua, Trinidad a Tobago, Grenada, Barbados, Svatá Lucie, Belize, Bermudy, Svatý Kryštof a Jamajka.
- Ve frankofonních oblastech se zase z velké části vyrábí rumy typu „rhum agricole“. Ty se vyrábějí pouze ze šťávy cukrové třtiny a díky tomu si zachovávají více její chuti. Jsou zpravidla dražší než rumy vyráběné z melasy. Tento druh rumu se vyrábí například na Haiti, Guadeloupe nebo Martiniku.
- Ve španělsky mluvících oblastech se tradičně vyrábí poměrně jemné rumy añejo. Jako příklad lze uvést Kubu, Guatemalu, Panamu, Dominikánskou republiku, Portoriko, Kolumbii a Venezuelu. Na Kanárských ostrovech se vyrábí medový rum ron miel de Canarias.

V Brazílii se vyrábí cachaça, alkoholický nápoj podobný rumu. Některé země, například USA, tento nápoj klasifikují jako druh rumu. Seco, destilát z Panamy, je velice podobný rumu, ale také vodce, jelikož se destiluje třikrát.
V Mexiku se vyrábí nejen celá řada světlých i tmavých rumů, ale i jiné levnější druhy ochuceného i neochuceného alkoholu z cukrové třtiny, jako je aguardiente de caña nebo charanda.
Ve Střední Americe a na severu Jižní Ameriky se vyrábí nápoj aguardiente destilovaný z melasy a ochucený anýzem. Po destilaci se do něj často přidává další šťáva z cukrové třtiny.
Na západě Afriky, zejména v Libérii, se vyrábí „třtinová šťáva“ (známá také jako Liberijský rum nebo CJ), levný a silný alkoholický nápoj destilovaný z cukrové třtiny. Může obsahovat až 43 % alkoholu. 
V České a Slovenské republice se z cukrové řepy vyrábí destilát Tuzemák.
V Německu se vyrábí Rum-Verschnitt, levná náhražka opravdového tmavého rumu. Skládá se z tmavého rumu (často z Jamajky), rektifikovaného lihu a vody; často se dobarvuje karamelem. Obsahuje i malé množství opravdového rumu, jelikož minimum je stanoveno na 5 % objemu. V Rakousku je k dostání podobný rum nazývaný Inländerrum či také domácí rum. Ten je vždycky kořeněný, na rozdíl od německé náhražky, která nikdy není kořeněná ani ochucená.

## Metody výroby
Na rozdíl od jiných druhů alkoholu neexistuje u rumu jednotná metoda výroby. Jeho výroba se zakládá na tradičních stylech jednotlivých oblastí a palíren.

### Fermentace

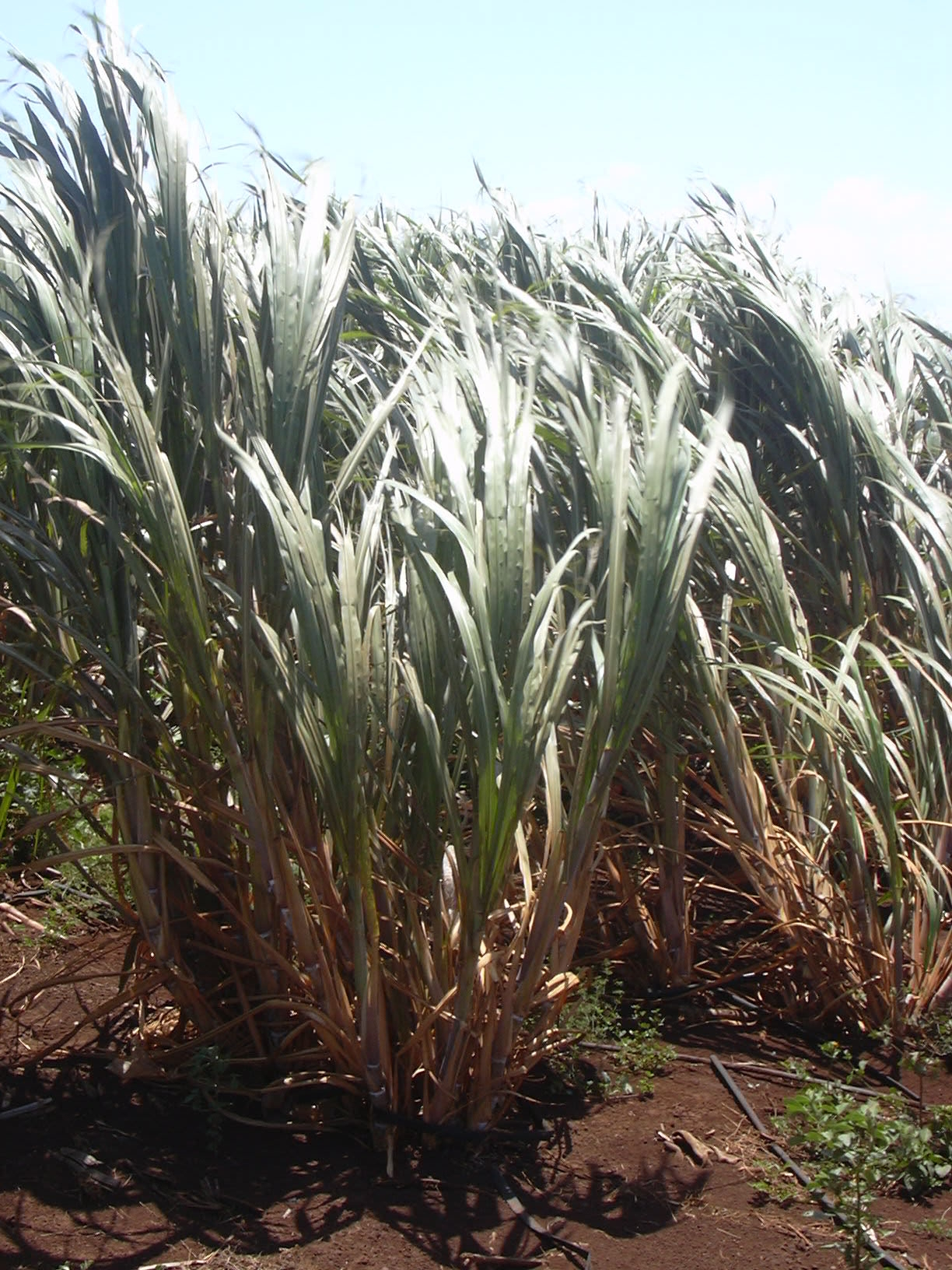
Sklizeň cukrové třtiny.

Většina rumu se vyrábí z melasy, která pochází z cukrové třtiny. Kvalita rumu z velké části závisí na kvalitě a druhu použité cukrové třtiny. Její kvalita pak závisí na druhu půdy a na podnebí, ve kterém byla vypěstována. Velká část melasy používané v Karibiku pochází z Brazílie. Výjimkou jsou frankofonní ostrovy, kde se rum místo z melasy vyrábí převážně ze šťávy cukrové třtiny. V Brazílii se pak destilovaný alkoholický nápoj ze šťávy cukrové třtiny nazývá cachaça a od rumu se rozlišuje. Proces fermentace se pak zahájí přidáním vody a kvasnic k základní ingredienci.

### Destilace
Stejně jako u ostatních aspektů výroby rumu, ani při destilaci se nepoužívá žádná jednotná metoda destilace. Použitá metoda se může odrazit například na plnosti chuti rumu.

### Zrání a míchání
V mnoha zemích musí rum zrát alespoň po dobu jednoho roku.  Rum zraje zpravidla v dřevěných sudech, zrání může však probíhat i v nádržích z nerezové oceli. Během procesu zrání je určena barva rumu. Při zrání v dubových sudech rum tmavne, zatímco v nádržích z nerezové oceli zůstává prakticky bezbarvý.
Vzhledem k tomu, že se rum typicky vyrábí v oblastech s tropickým podnebím, zraje daleko rychleji než whisky či brandy. To se projevuje v andělském podílu neboli v množství produktu ztraceného odpařením. Produkty zrající ve Francii či Skotsku ztratí ročně asi 2 % objemu, produkty v tropických oblastech pak až 10 %.
Po uzrání se rum většinou míchá, aby mohl výrobce zajistit konzistentní chuť produktu. Jedná se o poslední krok výroby rumu.  Během něj jsou světlé rumy občas filtrovány za účelem odstranění zabarvení vzniklého během zrání. Tmavší rumy pak mohou být dobarvovány karamelem.

## Historie rumu

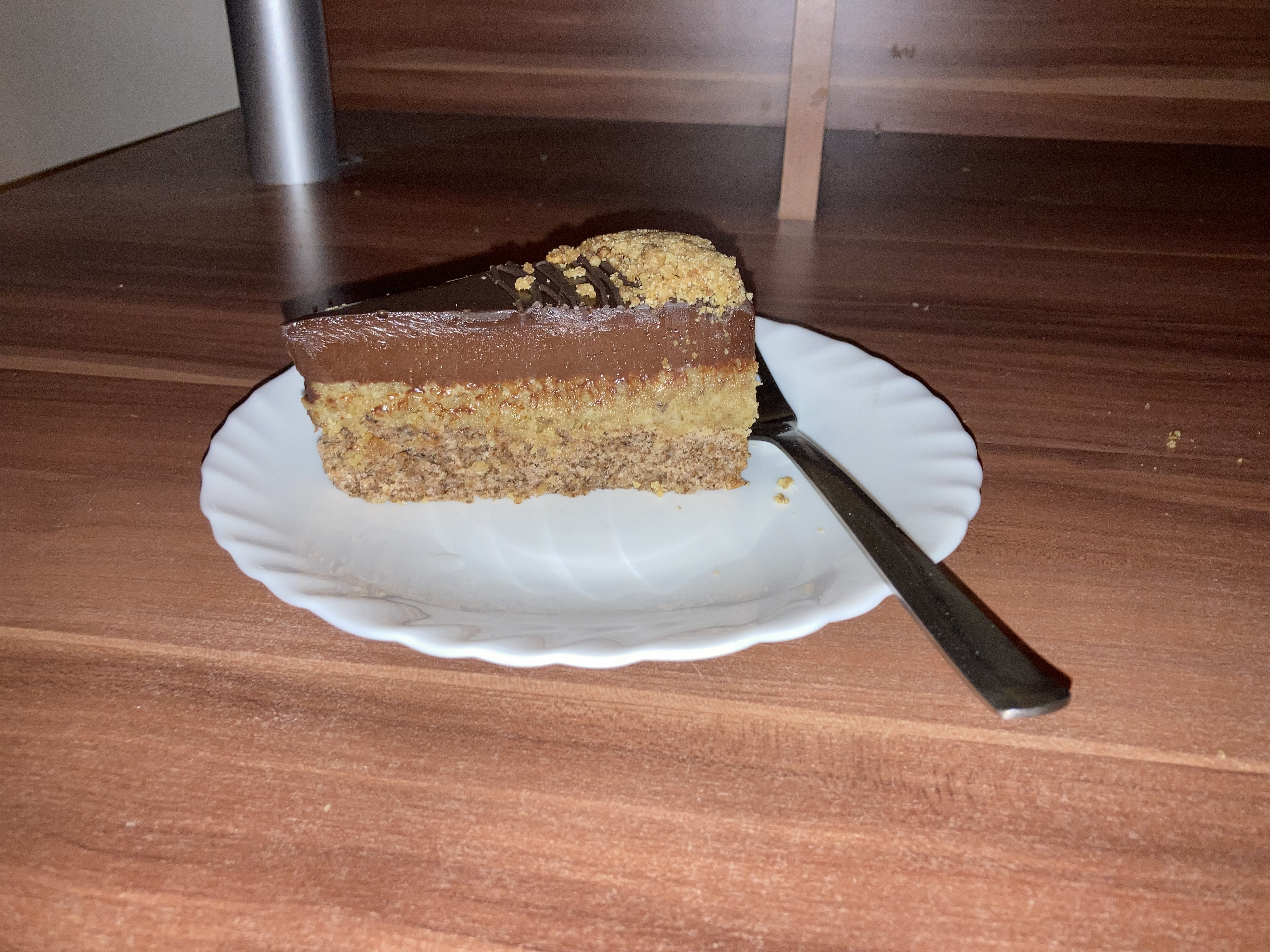
Dort, při jehož přípravě bylo použito určité množství rumu

Odborníci na rum se nejčastěji shodují, že historie rumu geograficky míří do jihovýchodní Asie, Indonésie, Číny a Indie. Tedy do míst, kde je jeho hlavní surovina, cukrová třtina, "doma". Občas ve zdrojích mylně narazíte na informaci, že rum je původem z ostrova Papua Nová Guinea odkud pocházejí zmínky o pěstování a kultivaci cukrové třtiny již z období 10 000 př. n. l. Šlo však o planý druh třtiny ze které rum nelze vyrobit, díky nízkému obsahu sacharózy. Za skutečně první potvrzenou písemnou zmínku se dnes považuje rukopis „Mānasollāsa“, který pochází přibližně z roku 1129 n. l., kde se zmiňuje „asavas“ – fermentované třtinové pivo, které je považováno za předchůdce dnešního rumu. Zajímavostí však je, že zmínky o nápoji, který se destiluje z cukrové třtiny „shidhu“ pocházejí dokonce z období před naším letopočtem.
V Evropě první zmínky míří do 14. století na Kypr, kde se hojně pěstovala třtina. Ze zápisků Marca Pola datovaných do 14. století pak víme, že jej ochutnal při svých cestách na území dnešního Íránu. Zároveň víme, že sazenice cukrové třtiny přivezl i Kryštof Kolumbus. Zajímavostí je, že první doložená destilace v Karibiku údajně proběhla až v 17. století. Konkrétně šlo o ostrov Nevis.
V dnešní době patří mezi přední producenty patří např. Kuba a Puerto Rico, vyrábějící lehčí a jemnější rumy, nebo Jamajka, vyrábějící silnější ochucené rumy, ale rum se produkuje skoro po celé Střední Americe. Ve výrobě rumu hráli důležitou roli otroci, kdy byli otroci z Afriky prodáni za melasu ze třtiny z West Indies, ta putovala do Anglie, kde byla přeměněna na rum, a ten byl vyměněn za otroky. Britští námořníci dostávali příděly rumu od 18. století až do roku 1970. Ve Spojených státech byl rum často smícháván s melasou (blackstrap) nebo se ciderem (stonewall). Některé státy, které mají cukrovou třtinu s méně než 5 % cukru, tak vyrábí tzv. tafiu, která patří mezi méně kvalitní drinky, a neoznačuje se za rum a je jen zřídkakdy exportován. Vzhledem, že většina cukru je už obsažena ve třtině, tak hlavní chuťovou složku způsobují druhy kvasnic, destilační metody, doba zrání nebo přídavky. Silné a tmavé typy jsou nejstarší a mají silnou melasovou chuť. Produkují se primárně na Jamajce, Barbadosu a na Guyaně. Z cukrové třtiny se vyrobí melasa, která se nechá na vzduchu přirozené fermentaci, kdy pomalá fermentace napomáhá pomalému vývoji chuti. Rum se destilován dvakrát a výsledkem je bezbarvý destilát, který se zbarví do zlata poté co je uložen do sudů na dozrání a absorbuje do sebe substance ze sudu. Dále je do rumu ještě přidán karamel. Jamajský rum je míchaný a nechává se zrát 5 až 7 let. Konečný produkt má 43 až 49 % alkoholu. Rum z Nové Anglie je produkován vice než 300 let a má velmi silnou chuť. Batavia arak je štiplavý rum pocházející z Indonéského ostrova Jáva. Suché a lehké rumy se začaly vyrábět až na konci 19. století. Tento typ je typický pro Portoriko a Panenské ostrovy, a který je vyráběný moderními způsoby.

## Nápoje a pokrmy
Rum se používá nejen do punčů, ale i do známých koktejlů pocházejících z oblasti Karibiku, jako je Cuba libre nebo Daiquiri. Dále se přidává do koktejlů, jako je Piña colada nebo Mojito.
Používá se také k dochucování různých pokrmů, jako jsou například rumové kuličky či koláče. Často se do něj nakládá ovoce používané do koláčů. Přidává se také do mnoha marinád používaných v karibské kuchyni.

## Rumy
- Rum Abuelo Añejo  (Panama)
- Admiral Nelson Rum
- Angostura
- Appleton Estate Extra  (Jamajka)
- Bacardi  (Portoriko)
- Todeña Manila Rum  (Filipíny)
- Añejo rum  (Filipíny)
- Bambu Rum
- Barcelo
- Bayu
- Barbancourt  (Haiti)
- Beenleigh (rum)
- Bermudez
- Black Seal
- Bounty Rum
- Botran
- Braddah Kimo's Maui Rum
- Brinley Gold Rum
- Brugal
- Budaberg Overproof  (Austrálie)
- Cacique (rum)
- Captain Morgan  (Jamajka)
- Capitan Bucanero(Dominikánská republika)

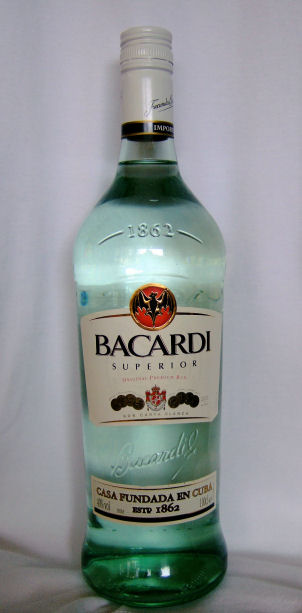
Bacardi rum

- Conde de Cuba (Dominikánská republika)
- Cortez  (Panama)
- Coruba
- Cruzan (rum)
- Diplomatico Ron(Venezuela)
- Don Q  (Portoriko)
- Don Papa  (Filipíny)
- Flor de Caña
- Goodwill
- Gosling's (rum)
- Green Island
- Havana Club
- Hampden Estate  (Jamajka)
- Rum Hispaniola  (Dominikánská republika)
- Honey Rum
- Isautier
- Key Rum
- Kirk and Sweeney
- Lemon Heart
- Legendario Elixir
- Lambs Rum
- Long Pond  (Jamajka)
- Malibu (rum)
- Malecon Esplendida  (Panama)
- Malteco
- Martinique
- Matusalem
- Millonario
- Mombacho
- Mount Gay Eclipse  (Barbados)
- Montilla
- Myers's (rum)
- New Grove Oak Aged Rum
- New Grove Plantation Rum
- Panama Jack Spiced Rum
- Porfidio rum  (Mexiko)
- Pusser's
- Pyrat XO
- Ron Diaz
- Ron Zacapa Centenario  (Guatemala)
- Royal Reserve
- Sailor Jerry Caribbean
- Santa Teresa
- Serum
- Siboney 34
- Trois Rivieres  (Martinik)
- Varadero 15y(years)  (Kuba)
- Varela Rum  (Panama)
- Wray and Nephews
- Zaya Ron